# 8 Dywizja Piechoty (Imperium Rosyjskie)
8 Dywizja Piechoty (ros. 8-я пех. дивизия) – dywizja piechoty Imperium Rosyjskiego, w tym okresu działań zbrojnych I wojny światowej.

## Charakterystyka
Na początku lat 30. XIX w. dokonano reorganizacji rosyjskiej piechoty. Zmniejszono liczbę dywizji i zmieniono ich numerację. 29 stycznia 1833 10 Dywizja Piechoty stała się 8 Dywizją Piechoty. 

Wchodziła w skład 15 Korpusu Armijnego, a jej sztab w 1914 mieścił się w Warszawie. W tym czasie dywizja etatowo posiadała cztery pułki po cztery bataliony oraz brygadę artylerii polowej z 6 bateriami po 8 dział. Doświadczenie zdobyte podczas walk na frontach I wojny światowej  skutkowało zmianami organizacyjnymi. Zimą z 1916 na 1917 rozpoczęto reorganizację dywizji piechoty. Zredukowano liczbę batalionów z 16 do 12 i zmniejszono liczbę dział polowych na mniej aktywnych odcinkach frontu.

## Struktura organizacyjna
Organizacja w 1914:
- 1 Brygada Piechoty (Warszawa)
  - 29 Czernichowski pułk piechoty (Warszawa)
  - 30 Połtawski pułk piechoty (Warszawa)
- 2 Brygada Piechoty (Warszawa)
  - 31 Aleksiejewski pułk piechoty (Skierniewice)
  - 32 Kremenczucki pułk piechoty (Warszawa)
- 8 Brygada Artylerii (Warszawa)